# Yinchuan
Yinchuan (chinois : 银川 ; pinyin : yínchuān) est le chef-lieu de la région autonome huí du Ningxia en Chine.

## Climat
Située dans une partie de la région entourée par la région autonome de Mongolie-Intérieure, dans le nord de la Chine, Yinchuan bénéficie d'un climat continental semi-aride.

## Démographie
La population recensée de la préfecture était de 1 993 088 habitants en 2010, dont 1 290 170 habitants pour la ville elle-même de Yinchuan, qui s'étend sur trois districts urbains. Lors du recensement de 2000, la population de la préfecture était de 1 427 503 habitants.

## Économie
En 2006, le PIB total a été de 24,4 milliards de yuans.

## Éducation
- Université du Ningxia

## Transport

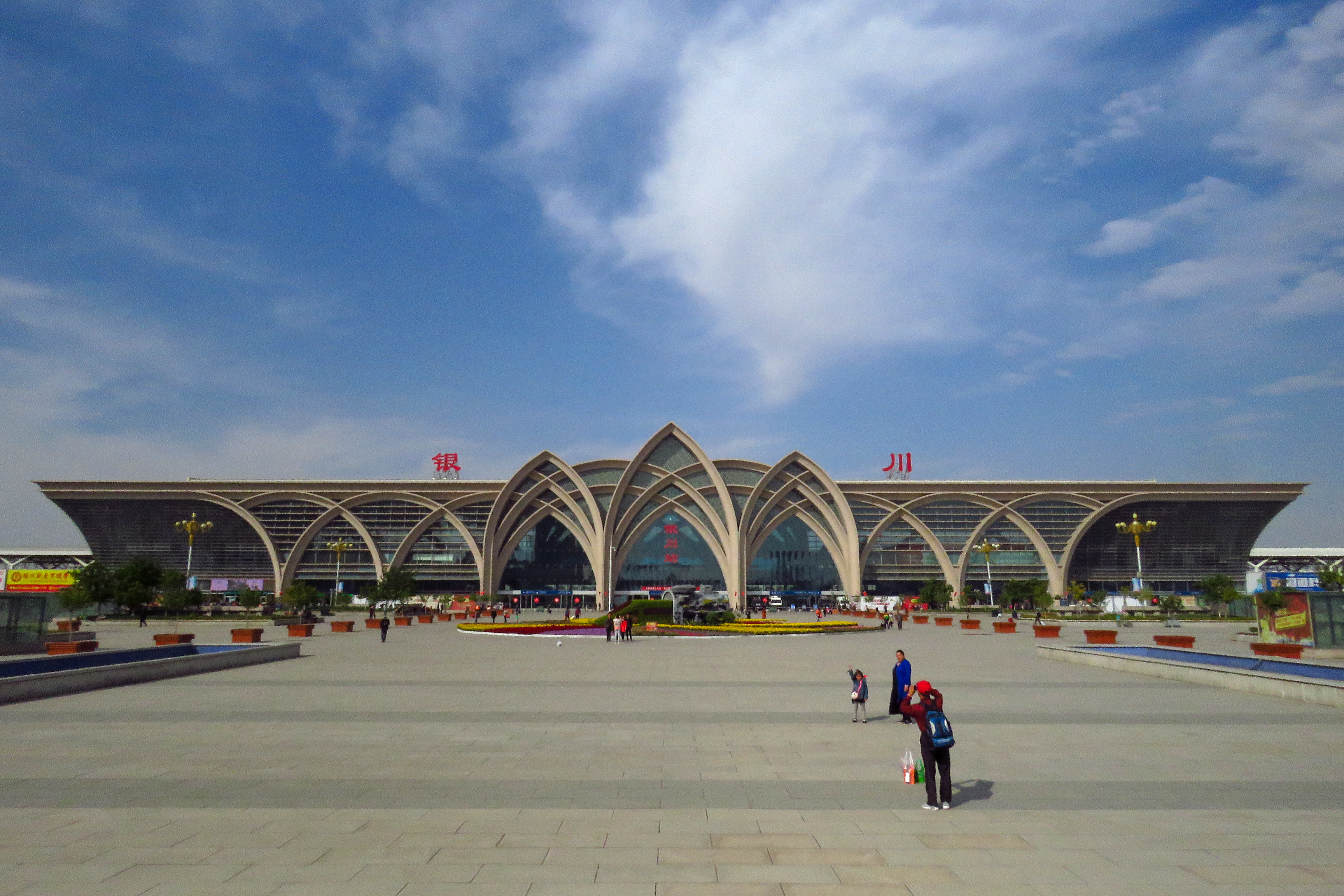
La gare ferroviaire de Yinchuan

La gare de Yinchuan est située dans le district de Jinfeng.
La ville possède deux aéroports :
- L'aéroport international de Yinchuan Hedong, (code IATA : INC • code OACI : ZLIC)）, situé au sud-est de la ville.
- L'aéroport Yinchuan Xihuayuan (zh) (银川西花园机场), ouvert en 1935 et fermé en 1997 situé à l'ouest de la ville ;

## Partenariat
La ville entretient depuis 2018 un partenariat avec la ville française de Bourg-en-Bresse.

## Tourisme
Depuis 2000, chaque année la Fête du tourisme voiture et moto se tient à Yinchuan, et constitue le plus grand événement dans ce domaine en Chine.
La Nécropole des Xia occidentaux, est une importante nécropole de cet ancien État.

## Subdivisions administratives
La ville-préfecture de Yinchuan exerce sa juridiction sur six subdivisions - trois districts, une ville-district et deux xian :
- le District de Xingqing — 兴庆区, xīngqìng qū ;
- le District de Jinfeng — 金凤区, jīnfèng qū ;
- le District de Xixia — 西夏区, xīxià qū ;
- la ville de Lingwu — 灵武市, língwǔ shì ;
- le Xian de Yongning — 永宁县, yǒngníng xiàn ;
- le Xian de Helan — 贺兰县, hèlán xiàn.

## Jumelages
| Ville | Ville           | Pays | Pays               | Période                     |
| ----- | --------------- | ---- | ------------------ | --------------------------- |
|       | Bourg-en-Bresse |      | France             | depuis le 24 août 2018      |
|       | Eilat           |      | Israël             |                             |
|       | Matsue          |      | Japon              | depuis le 24 septembre 2004 |
|       | Mostar          |      | Bosnie-Herzégovine |                             |